# 기망행위
기망행위(欺罔行爲)란 대한민국 민법의 개념으로 신의성실의 원칙 (신의칙)에 반하여 진실이 아닌 것을 진실이라고 하거나, 진실을 은폐하는 행위를 말한다. 크게 적극적 기망행위와 소극적 기망행위로 나뉜다.

## 적극적 기망행위
적극적으로 허위사실을 날조하는 것을 말한다. 

## 소극적 기망행위
진실한 사실을 숨기는 것을 말한다. 때에 따라서 단순한 침묵, 의견, 평가의 진술도 기망행위가 될 수 있다. 